# Eustrotia africana
Eustrotia africana är en fjärilsart som beskrevs av Felder 1874. Eustrotia africana ingår i släktet Eustrotia och familjen nattflyn. Inga underarter finns listade i Catalogue of Life.